# T̰
Cette page contient des caractères spéciaux ou non latins. S’ils s’affichent mal (▯, ?, etc.), consultez la page d’aide Unicode.
T̰ (minuscule : t̰), appelé T tilde souscrit, est un graphème utilisé dans certaines romanisation de l’avestique.

## Représentations informatiques
Le T tilde souscrit peut être représenté avec les caractères Unicode suivants :
- décomposé (latin de base, diacritiques)[1],[2] :

| formes    | représentations | chaînes de caractères | points de code | descriptions                                         |
| --------- | --------------- | --------------------- | -------------- | ---------------------------------------------------- |
| capitale  | T̰               | T◌̰                    | U+0054 U+0330  | lettre majuscule latine t diacritique tilde souscrit |
| minuscule | t̰               | t◌̰                    | U+0074 U+0330  | lettre minuscule latine t diacritique tilde souscrit |